# Thoressa sitala
Thoressa sitala, thường gọi là Ace Tamil hay Ace Sitala, là một loài bướm thuộc họ Hesperiidae.